# Castillo de Monforte (Chaves)
El castillo de Monforte o castillo de Monforte do Rio Livre, en Trás-os-Montes, está situado en la parroquia de Aguas Frias, localidad de Monforte, municipio de Chaves, distrito de Vila Real, en Portugal. 
Albergó las principales instituciones del antiguo municipio de Monforte de Rio Livre, que existió entre 1273 y 1853.
Se levanta sobre uno de los acantilados de la sierra de Brunheiro, en posición dominante sobre el pueblo y el río Águas Livres .
El Castillo de Monforte está clasificado como Monumento Nacional desde 1950. 

## Historia

### Fondo
La ocupación humana primitiva del lugar se remonta a un castro prehistórico, según evidencias arqueológicas . Durante la invasión romana a la península ibérica, debido a la proximidad de la calzada romana que unía Astorga con Braga, fue ocupada, según testimonio de dos aras, una de las cuales estaba dedicada al dios Larouco .

### El castillo medieval
Monforte de Rio Livre pasó a formar parte del territorio portugués tan pronto como se estableció la nacionalidad. La referencia más antigua al castillo medieval se remonta al siglo XII, en un documento que menciona a un noble lugarteniente ( tenens ) del castillo. El proceso de Rio Livre fue instituido en 1267 . En 1273 el pueblo recibió una carta de D. Alfonso III (1248-1279), cuando debieron iniciarse las obras de renovación del conjunto que, en su mayor parte, han llegado hasta nuestros días. Este soberano elevó la localidad a cabecera de territorio, dentro del mismo proceso de organización de la frontera norte que dio origen, por ejemplo, al castillo de Montalegre . También instituyó una feria de dos días.
Las obras de construcción continuaron durante el reinado de su hijo y sucesor, D. Dinis (1279-1325), terminado en 1312, cuando contaba con una sólida torre del homenaje y murallas reforzadas por tres torres. Durante este período se documentó la presencia de un alcalde en la localidad y hubo un fuerte crecimiento del espacio urbano del pueblo, con la ampliación del cerco del pueblo.
El pueblo recibió derecho foral emitido por D. Alfonso IV (1325-1357).
Cuando estalló la crisis de 1383-1385, la villa y su castillo se pusieron del lado de D. Beatriz, aceptando a D. João I (1385-1433) en el contexto de la campaña emprendida por este soberano en el Norte de Portugal. Con el objetivo de incrementar su población y defensa, a petición del alcalde, D. Álvaro Gonçalves de Ataíde, este monarca estableció en la localidad un campamento para medio centenar de víctimas (excepto traidores o delincuentes) (1420). Se cree que en esta época se remonta la construcción de la barbacana y foso que rodeaba el castillo a principios del siglo XVI, como demuestra Duarte de Armas ( Libro de las Fortalezas, c. 1509 ), quien señaló que la villa estaba " X o XII vecinos y todas las demás casas están abandonadas y dejadas en barrios marginales ". Para hacer frente a esta situación, el pueblo recibió la Nueva Carta foral de D. Manuel I (1495-1521).

### De la Guerra de Restauración hasta nuestros días
En el contexto de la Guerra de Restauración de la Independencia portuguesa, D. João IV (1640-1656) ordenó modernizar las defensas de Monforte, adaptándolas al fuego de artillería. De esta manera se erigieron un medio bastión y otras estructuras al este de la torre del homenaje medieval. 
Los dominios de Monforte de Rio Livre fueron mantenidos por la Casa do Infantado, establecida por el Infante D. Francisco, hijo de D. Pedro II (1667-1706) y hermano de D. Juan V (1706-1750).
Un plano del siglo XVIII documenta el estado ruinoso de su fortificación, cuando en la ciudad vivían alrededor de 381 habitantes.
A principios del siglo XIX, se acometieron mejoras bajo el proyecto de mejora de fortificaciones nacionales.
Con la desapareción del Municipio ( 6 de noviembre de 1853 ), el castillo quedó abandonado, al igual que la localidad.
El castillo está catalogado como Monumento Nacional, por Decreto publicado el 5 de enero de 1950, cuando se hizo sentir la intervención de los poderes públicos mediante obras de consolidación y recuperación. Más recientemente, en los años 1990, se llevó a cabo una nueva campaña de mejora, al realizarse una pequeña investigación arqueológica .
Actualmente, los alrededores del castillo acogen anualmente en verano una recreación popular de la feria medieval con trajes, juegos y objetos de época.

## Características
El castillo medieval, con murallas de granito, abundante en la región, se conserva en razonable estado de conservación. En ellos se rompen dos puertas, a través de las cuales se puede acceder al patio de armas:
- la Puerta de la Villa, al oeste, con arco quebrado, más ancho, comunicando con la villa medieval; Es
- la Porta da Traição, al sur, en un perfecto arco de medio punto, con un vano más estrecho.

La parte superior de los muros está cubierta por un muro defensivo, desde el que se accede, a través de una puerta, al interior de la Torre del Homenaje . Tiene planta cuadrangular, rematada por una hilera de canecillos tripartitos, y se divide interiormente en tres plantas, iluminadas por huecos en los muros. Se accede, a la altura de la planta intermedia, por una puerta alta, en perfecto arco de medio punto. En la planta inferior hay un aljibe con techo abovedado.
Del antiguo muro de la ciudad, donde originalmente se arrancaron tres puertas, sólo queda la llamada Porta do Galeão .
1. ↑  Ficha na base de dados SIPA